# Eduard Lütz
Eduard Friedrich Lütz (* 1838 in Sigmaringen, Fürstentum Hohenzollern-Sigmaringen; † 1881 in Ems, Regierungsbezirk Wiesbaden) war ein deutscher Maler und Fotograf.

## Leben
Lütz war ein Sohn des angesehenen Sigmaringer Malers, Lithografen und Fotografen Sebastian Lütz (1808–1866). Er studierte ab Oktober 1853 an der Königlichen Akademie der Bildenden Künste München und in den Jahren 1856 bis 1858 an der Kunstakademie Düsseldorf. Dort bildeten ihn Theodor Hildebrandt, Andreas und Karl Müller sowie Heinrich Mücke und Karl Ferdinand Sohn zum Historien- und Genremaler aus. 1869 lebte er wieder in München. In Sigmaringen wirkte er insbesondere als Hofdekorations- und Glasmaler. Über das weitere Werk von Eduard Lütz ist kaum etwas bekannt, allerdings trug er den Titel eines Hofmalers.
Als der Fotograf Edwin Bilharz (1829–1895), der Erfinder eines neuen Verfahrens für Abzüge auf Papier, das schon 1867 große Anerkennung gefunden hatte, im Jahr 1869 Sigmaringen verließ, bat ihn Hofrat Friedrich August Lehner, Direktor der fürstlichen Sammlungen in Sigmaringen, sein „photographisches Geheimnis“ doch dem Maler Lütz anzuvertrauen, was Bilharz jedoch ablehnte. Auch daher wird angenommen, dass Eduard Lütz sich außer der Malerei mit Fotografie beschäftigte. Lütz starb mit 43 Jahren 1881 in Ems. Vermutlich litt er an Lungentuberkulose.
Unter den elf Kindern aus seiner Ehe, die 1864 mit Josefine, der Tochter des Zollerwirts Karl Graf, geschlossen worden war, trat die Tochter Caroline Antonie (1869–1949) besonders hervor. Sie war bis zu ihrem Tode als Maria Virgilia 87. Äbtissin des Benediktinerinnenabtei Nonnberg in Salzburg.
Der Sohn Paul (1866–1941) wurde ebenfalls Glasmaler. 1895 eröffnete er mit dem aus Düsseldorf gebürtigen Maler und Zeichner Carl Elmpt (1867–1939) in Konstanz für Glasmalerei die Firma Lütz & Elmpt, nachdem er zuvor in Freiburg, Berlin, Offenburg (bei der Firma Adolf Schell) und Zürich tätig gewesen war.